# Palazzo Ricca (Neapel)

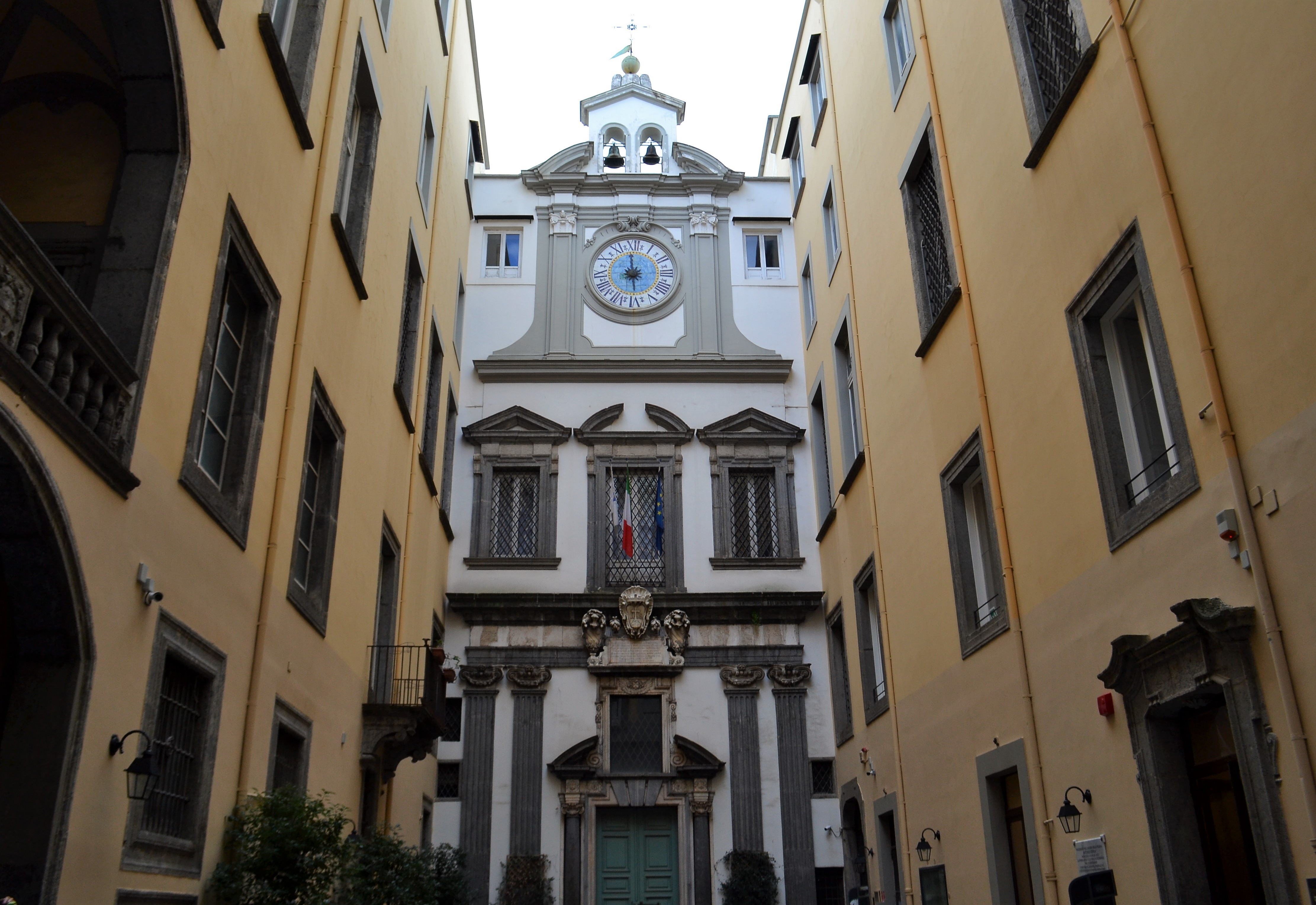
Palazzo Ricca in Neapel: Innenhof mit Kapelle des Monte dei Poveri.

Der Palazzo Ricca oder Palazzo del Monte dei Poveri ist ein Palast aus dem 16. Jahrhundert im Viertel San Lorenzo in Neapel in der italienischen Region Kampanien. Er liegt in der Via dei Tribunali, 213, in der Nähe des Castel Capuano.

## Geschichte
Der Palast wurde im Auftrag des Herzogs Gaspare Ricca errichtet, vielleicht an Stelle eines kleineren, mittelalterlichen Gebäudes. 1617 kaufte ihn der Monte dei Poveri, eine Gesellschaft, die 1563 gegründet worden war und ihn damals zu ihrem Sitz machte. 1670 begann der Bau der Kapelle, die im Laufe der folgenden Jahrzehnte mit Werken von Luca Giordano, Francesco Solimena, Domenico Antonio Vaccaro und Paolo Persico bereichert wurde. 1769 entstanden durch Absinken der Fundamente Risse an der Hauptfassade des Palastes in der Via dei Tribunali; der Architekt Gaetano Barba, der mit den Sicherungsarbeiten betraut wurde, realisierte einen radikalen Umbau des Komplexes. 1819 verfügte König Ferdinand I., dass im Palazzo Ricca die historischen Archive der acht Banchi Pubblici gelagert würden, die in der Folge zur Banco di Napoli vereint wurden.
Auch mehr als 200 Jahre nach der Entscheidung von König Ferdinand I. ist in dem Palast noch das Archiv der Banco di Napoli, das umfangreichste der Welt, untergebracht. Es wird in mehr als 300 Sälen auf Regalen mit insgesamt 80 km Länge aufbewahrt.

## Beschreibung
Der Palast zeigt eine wertvolle Fassade mit vier Stockwerken, die von Ferdinando Fuga inspiriert wurde, vom Kontrast zwischen Ziegelmauerwerk und Piperno gekennzeichnet ist und das Wappen des Monte dei Poveri auf dem Tympanon des mittleren Fensters im ersten Obergeschoss trägt. In der Mitte des Erdgeschosses erhebt sich ein hohes Portal aus Piperno. Nachdem man dieses durchschritten hat, gelangt man in den rechteckigen Innenhof, an dessen Hinterwand die Fassade der Kapelle mit der dort aufgestellten Uhr aus Majolika von Gaetano Buonocore hervorsticht. Links davon befindet sich die offene Treppe aus dem 16. Jahrhundert mit einem Bogen pro Stockwerk, die bei den großen Umbauten des 18. Jahrhunderts nicht verändert wurde; sie führt zum ersten Obergeschoss, wo eine Reihe von Gewölbedecken erhalten ist, die von Giacinto Diano, Giuseppe Funaro und Gennaro d’Aveta mit Fresken versehen wurden, und zu den weiteren Obergeschossen. Die Nebentreppen dagegen sind den Zeichnungen von Ferdinando Sanfelice zu verdanken und wurden gebaut, um die verschiedenen Räume der oberen Stockwerke miteinander zu verbinden.

## Bildergalerie

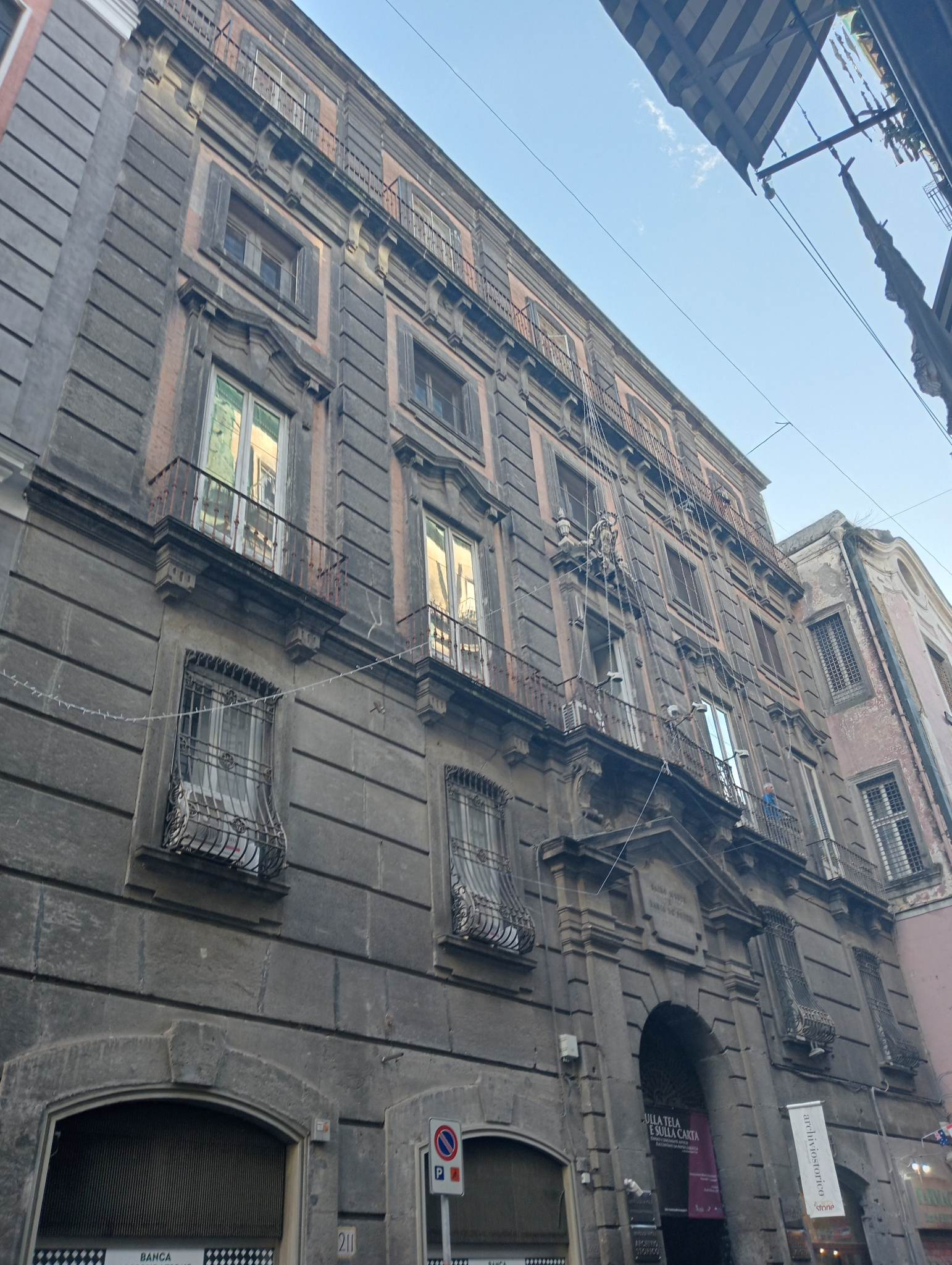
Die Fassade des Palastes zur ‚‚Via dei Tribunali‘‘
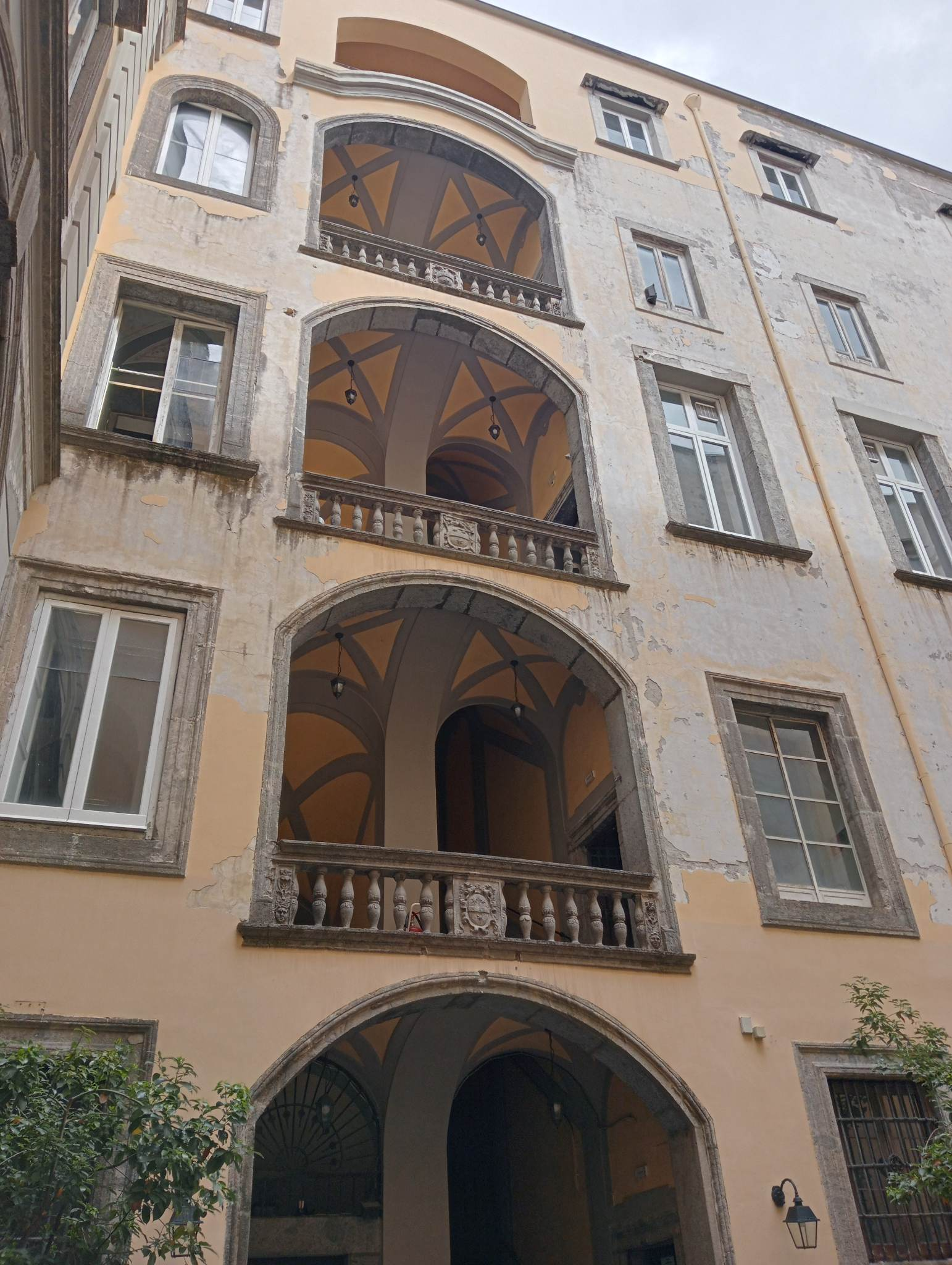
Die offene Treppe aus dem 16. Jahrhundert auf der linken Seite des Innenhofes
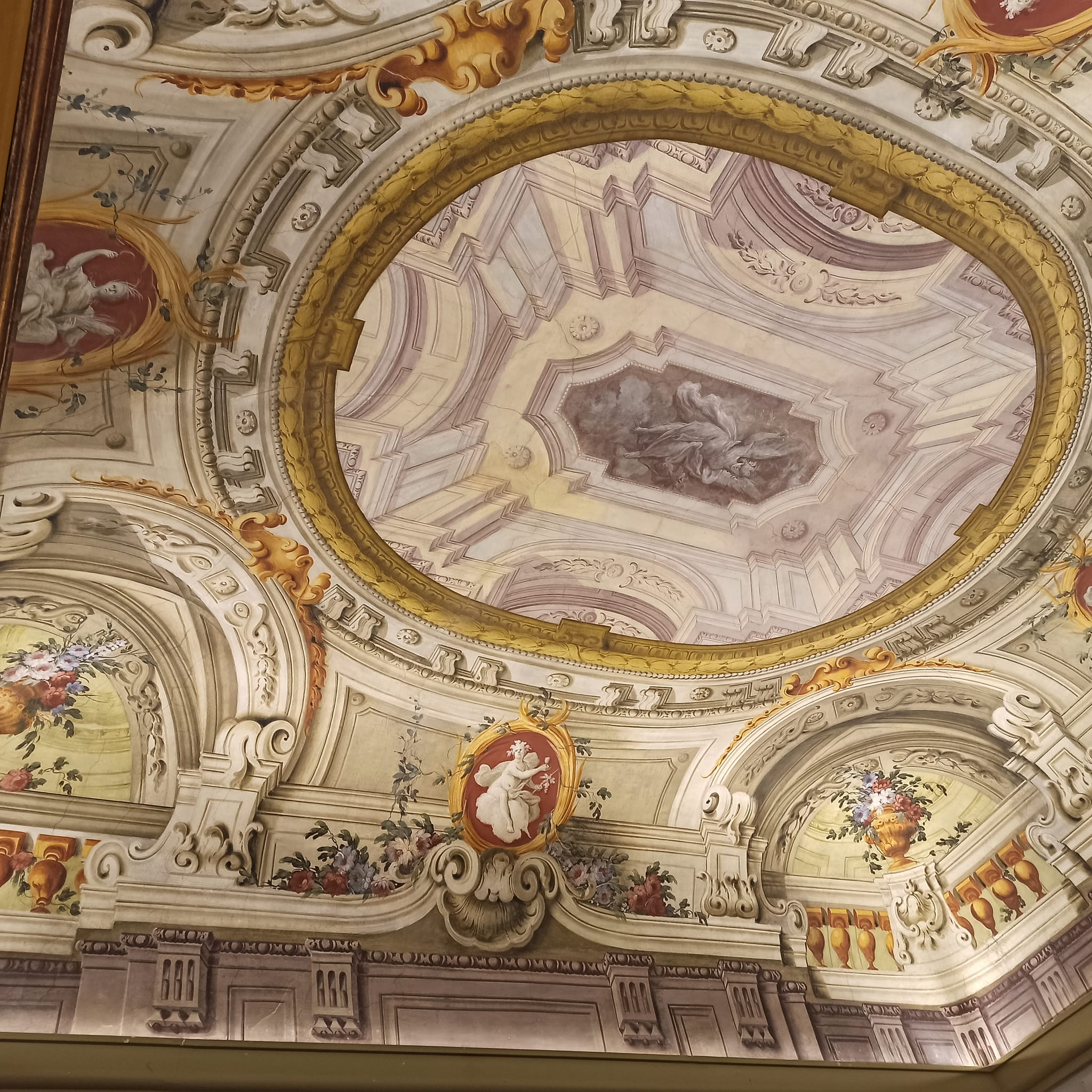
Eine der mit Fresken versehenen Gewölbedecken im ersten Obergeschoss